# Narashino
Narashino (習志野市, Narashino-shi) est une ville de la préfecture de Chiba, au Japon.

## Géographie

### Localisation
Narashino est située dans le nord-ouest de la préfecture de Chiba, au bord de la baie de Tokyo.

### Démographie
En mars 2022, la population de Narashino s'élevait à 175 015 habitants, répartis sur une superficie de 20,97 km2.

### Climat
La température annuelle moyenne dans la ville de Narashino est d'environ 14,7 °C. Les précipitations annuelles sont d'environ 1 245 mm/an, selon les statistiques enregistrées sur les années 1996-2000.

## Histoire
La région de Narashino est occupée depuis environ 10 000 ans.
La ville moderne de Narashino a été créée le 1er août 1954 de la fusion des anciens bourgs de Tsudanuma et Makuhari.

## Économie
Les productions agricoles de Narashino sont les carottes et les oignons.

## Culture locale et patrimoine

### Patrimoine culturel
On trouve à Narashino le Yatsu bara-en (谷津バラ園), un jardin qui compte environ 6 000 roses, de mai à octobre.

### Patrimoine naturel
Narashino abrite le Yatsu higata (谷津干潟), une zone humide protégée pour les oiseaux migrateurs, où la population de méduses et de petits crabes augmente au printemps et en été.

## Transports
Narashino est desservies par plusieurs lignes de train :
- les lignes Sōbu et Chūō-Sōbu à la gare de Tsudanuma,
- la ligne Keiyō à la gare de Shin-Narashino,
- la ligne principale Keisei aux gares de Yatsu, Keisei Tsudanuma, Keisei Ōkubo et Mimomi,
- la ligne Keisei Chiba à la gare de Keisei Tsudanuma,
- la ligne Keisei Matsudo aux gares de Keisei Tsudanuma et Shin-Tsudanuma.

## Urbanisme
Narashino comporte un unique gratte-ciel, la Tsudanuma The Tower haute de 161 mètres et achevée en 2020.

## Jumelages
Narashino est jumelée avec la ville de Tuscaloosa, Alabama, États-Unis.

## Symboles municipaux
La fleur qui symbolise la ville de Narashino est l'hortensia. Ce choix a été établi en 1970.

## Personnalités liées à la municipalité
- Daichi Suzuki (1967-), champion olympique de natation en 1988.